# マリア・ラクア
マリア・ラクア（Maria Laqua、1889年2月12日? - 2002年2月9日）は、ドイツの労働者、スーパーセンテナリアンである。

## 概要
ノルトライン＝ヴェストファーレン州にて生まれる。
家庭内労働者として働いた後、最長寿者として申し出たところ、ジェロントロジー・リサーチ・グループ、ギネス世界記録に認定された。もしグスタフ・ゲルネートの主張が間違っていれば、ドイツ最長寿者というわけになる。
ラインラント＝プファルツ州で死去。112歳死去。
| スタブアイコン | サブスタブ | この項目は、まだ閲覧者の調べものの参照としては役立たない、人物に関連した書きかけの項目です。この項目を加筆・訂正などしてくださる協力者を求めています（P:人物伝/PJ:人物伝）。 |